# Zischkaia fumata
Zischkaia fumata är en fjärilsart som beskrevs av Butler 1867. Zischkaia fumata ingår i släktet Zischkaia och familjen praktfjärilar. Inga underarter finns listade i Catalogue of Life.